# Бектеж
45°23′ пн. ш. 17°55′ сх. д. / 45.39° пн. ш. 17.92° сх. д.
Бектеж (хорв. Bektež) — населений пункт у Хорватії, у Пожезько-Славонській жупанії у складі міста Кутєво.

## Населення
Населення за даними перепису 2011 року становило 388 осіб.
Динаміка чисельності населення поселення:

## Клімат
Середня річна температура становить 11,03 °C, середня максимальна – 25,52 °C, а середня мінімальна – -6,31 °C. Середня річна кількість опадів – 767 мм.
| Клімат поселення                              | Клімат поселення | Клімат поселення | Клімат поселення | Клімат поселення | Клімат поселення | Клімат поселення | Клімат поселення | Клімат поселення | Клімат поселення | Клімат поселення | Клімат поселення | Клімат поселення | Клімат поселення |
| Показник                                      | Січ.             | Лют.             | Бер.             | Квіт.            | Трав.            | Черв.            | Лип.             | Серп.            | Вер.             | Жовт.            | Лист.            | Груд.            |                  |
| Середній максимум, °C                         | 5,91             | 8,30             | 12,87            | 17,32            | 22,56            | 25,52            | 25,32            | 24,69            | 20,54            | 15,30            | 9,49             | 5,50             |                  |
| Середня температура, °C                       | −0,2             | 2,20             | 6,76             | 11,22            | 16,46            | 19,41            | 21,26            | 20,62            | 16,48            | 11,22            | 5,42             | 1,42             |                  |
| Середній мінімум, °C                          | −6,31            | −3,92            | 0,67             | 5,12             | 10,36            | 13,31            | 17,21            | 16,56            | 12,42            | 7,16             | 1,37             | −2,62            |                  |
| Норма опадів, мм                              | 48               | 48               | 45               | 58               | 73               | 97               | 68               | 66               | 55               | 69               | 78               | 62               |                  |
| Середньомісячна швидкість вітру, м/с          | 1.98             | 2.23             | 2.51             | 2.46             | 2.20             | 2.00             | 1.99             | 1.80             | 1.80             | 1.85             | 1.97             | 2.02             |                  |
| Середньомісячна сонячна радіація, кДж/м²·день | 4243             | 6957             | 10892            | 15228            | 19117            | 21216            | 22051            | 20171            | 14911            | 9217             | 4825             | 3575             |                  |
| --------------------------------------------- | ---------------- | ---------------- | ---------------- | ---------------- | ---------------- | ---------------- | ---------------- | ---------------- | ---------------- | ---------------- | ---------------- | ---------------- | ---------------- |
| Джерело:                                      |                  |                  |                  |                  |                  |                  |                  |                  |                  |                  |                  |                  |                  |